# Michaela Taupe-Traer
Michaela Taupe-Traer (* 25. Januar 1975 in Klagenfurt) ist eine österreichische Ruderin. Sie war Weltmeisterin im Leichtgewichts-Einer 2013. 

## Werdegang
Die Ruderin vom Ruderverein Nautilus Klagenfurt begann 1986 mit dem Rudersport. 1991 belegte sie bei den Junioren-Weltmeisterschaften den sechsten Platz mit dem Leichtgewichts-Doppelvierer. Ihr erstes Finale in der Erwachsenen-Klasse erreichte sie bei den Weltmeisterschaften 2000, als sie den sechsten Platz mit dem Leichtgewichts-Doppelvierer belegte. Von 2001 bis 2009 war Taupe Teil des Kaders des Heeressportzentrums des Österreichischen Bundesheers.
Ab 2002 trat Michaela Taupe-Traer vorwiegend im Leichtgewichts-Einer an. 2007 erreichte sie bei zwei Weltcup-Regatten den zweiten Platz. Bei den Weltmeisterschaften 2009 qualifizierte sich Taupe-Traer erstmals mit dem Einer für ein Weltmeisterschafts-Finale und belegte den sechsten Rang. Im Jahr darauf gewann sie bei den Europameisterschaften 2010 in Portugal die Silbermedaille hinter der deutschen Marie-Louise Dräger.

2011 trat Taupe-Traer international nur im Doppelzweier an, konnte sich aber nicht für die Olympischen Spiele 2012 qualifizieren, sodass sie 2012 in den Einer zurückkehrte. In Belgrad und Luzern gewann sie 2012 ihre ersten beiden Weltcupregatten, bei den Weltmeisterschaften 2012 erhielt sie die Silbermedaille für den zweiten Platz hinter der Griechin Alexandra Tsiavou. Bei den Europameisterschaften 2013 gewann sie erneut Silber, diesmal siegte die Griechin Aikaterini Nikolaidou. 
Im südkoreanischen Chungju gelang Michaela Taupe-Traer am 30. August 2013 ihr größter Erfolg: sie gewann das Finale im Leichtgewichts-Einer bei den Weltmeisterschaften 2013 vor Nikolaidou und der Britin Ruth Walczak. 

## Auszeichnungen
- Der Kärntner Sportpresseklub wählte Taupe-Traer dreimal (2009, 2012, 2013) zur „Kärntner Sportlerin des Jahres“[2]
- Silbernes Ehrenzeichen für Verdienste um die Republik Österreich (2014)